# Deutschland 86
Deutschland 86 è una miniserie televisiva tedesco-statunitense creata da Anna Winger e Jörg Winger, e diretta da Florian Cossen. La miniserie è il sequel di Deutschland 83 ed è seguita da Deutschland 89.
Interamente pubblicata in Germania il 19 ottobre 2018 su Prime Video, in Italia la miniserie è andata in onda su Sky Atlantic dal 19 novembre al 17 dicembre 2018, mentre nella Svizzera italiana è stata trasmessa su RSI LA1 dal 25 novembre al 23 dicembre 2018. Nel settembre 2021 è stata trasmessa anche da Spike Tv canale 49 DT.

## Trama
Abbandonata dalla nuova URSS di Gorbačëv e in grave crisi economica, la Germania Est invia i suoi agenti segreti a concludere loschi affari nel Sudafrica dell'apartheid sotto embargo internazionale mediando con gruppi industriali occidentali desiderosi di concludere lucrosi rapporti commerciali, nonostante ufficialmente i loro governi non intrattengano rapporti con il Sudafrica. Martin Rauch, ex sergente maggiore delle Truppe di frontiera della RDT, è da tempo in Angola in incognito dopo il disastroso esito della sua precedente missione sotto copertura in Germania Ovest: sarà sua zia Lenora Rauch funzionaria dell'Hauptverwaltung Aufklärung (HVA) a richiamarlo sul campo.

## Puntate
| n° | Titolo originale | Titolo italiano   | Pubblicazione Germania | Prima TV Italia  |
| -- | ---------------- | ----------------- | ---------------------- | ---------------- |
| 1  | Tar Baby         | Pelle nera        | 19 ottobre 2018        | 19 novembre 2018 |
| 2  | Ommegang         | Il mediatore      | 19 ottobre 2018        | 19 novembre 2018 |
| 3  | Dragon Rouge     | Rosso sangue      | 19 ottobre 2018        | 26 novembre 2018 |
| 4  | Le Cafard        | La nave dei sogni | 19 ottobre 2018        | 26 novembre 2018 |
| 5  | Green Book       | L'attentato       | 19 ottobre 2018        | 3 dicembre 2018  |
| 6  | Tjello           | La caccia         | 19 ottobre 2018        | 3 dicembre 2018  |
| 7  | El Dorado Canyon | In fuga           | 19 ottobre 2018        | 10 dicembre 2018 |
| 8  | Vula             | Vula              | 19 ottobre 2018        | 10 dicembre 2018 |
| 9  | Chickenfeed      | L'esca            | 19 ottobre 2018        | 17 dicembre 2018 |
| 10 | Total Onslaught  | Virus             | 19 ottobre 2018        | 17 dicembre 2018 |

## Pelle nera
1986. Lenora recupera Martin dall'esilio protettivo in Angola per assisterla in un'operazione di vendita di un carico di armi della Germania occidentale all'esercito sudafricano. Martin sabota la vendita al generale De Graaf quando scopre che le armi saranno usate per attaccare una raffineria di petrolio detenuta dall'MPLA e danneggiare persone che conosce, ma Martin rassicura una furiosa Lenora che può negoziare una vendita agli angolani.

## Il mediatore
Lenora e Martin prendono accordi per portare il carico di armi in Angola. Per pagare la guida, Gary Banks, Martin va a letto con la moglie del commissario per il commercio della Germania occidentale, Brigitte Winkelmann, e le ruba la collana di diamanti. Durante il viaggio, Gary consegna Lenora e Martin nelle mani di De Graaf.

## Rosso sangue
Gary porta Martin, Lenora e una squadra nascosta di ribelli nella raffineria di petrolio con la scusa di vendere le armi al maggiore Kalumba. Martin negozia la vendita e, una volta che hanno il pagamento, Gary tiene Kalumba sotto tiro, progettando di partire con i soldi, le armi e tre petroliere, dopodiché i ribelli bombarderanno la raffineria di petrolio. Martin scappa e trova la bomba; non è in grado di disinnescarlo in tempo, ma non funziona correttamente. Gary lascia cadere i soldi e tutti i ribelli si uccidono a vicenda. Lenora e Martin fuggono, ma Martin viene colpito al petto da un cecchino e Lenora lo lascia per morto.

## La nave dei sogni
Gary ha portato Martin a riprendersi in Libia, dove sta vendendo le armi a un terrorista, Khaled Al Badri. Gary spera anche di vendere i servizi di Martin come il famigerato agente Kolibri. Brigitte è anche interessata ad acquisire Martin e Lenora e Gary le consegna Martin. Walter si fa strada nella cerchia ristretta con un piano per contrabbandare merci in Sud Africa. Sta per dire a Ingrid che Martin si presume morto, ma cambia idea.

## L'attentato
Brigitte è un'agente dell'intelligence della Germania occidentale e ha Martin in un nascondiglio a Parigi. Rifiuta la sua offerta di fare il doppiogiochista. Apprendendo che Martin potrebbe essere vivo, Walter manda Nina a trovarlo. Martin riconosce la collega di Khaled, Samira, in una foto che Nina gli mostra e avverte Walter che probabilmente sta pianificando un attacco terroristico. Walter riceve un messaggio in codice ai servizi segreti statunitensi, che avvertono i loro beni in città. Samira viene ostacolata nel suo tentativo di bombardare il Grand Hotel Voltaire a Berlino Ovest, e invece bombarda una discoteca dall'altra parte della strada, dove Alex e Tim stanno ballando.

## La caccia
Martin torna a Berlino Ovest, dove l'intelligence internazionale crede che sia coinvolto nell'attentato. Tim è stato gravemente ferito nell'esplosione. Walter trasmette le informazioni all'agente statunitense Hector Valdez dimostrando che i libici hanno pianificato l'attacco senza Martin. Lenora ricatta il commissario per il commercio della Germania occidentale Frank Winkelmann affinché la aiuti con un affare di armi e porta Rose Seithathi a stare con Ingrid. Martin fa visita a Thomas, che conferma che Martin è il padre di Max. Dopo aver incontrato Thomas, Marianne accetta di aiutare Tina e la sua famiglia a fuggire dalla Germania dell'Est.

## In fuga
Martin si riunisce con Tobias, ma Annett non è contenta della sua ricomparsa. Martin vuole essere riportato nella Germania dell'Est, insistendo sul fatto che è ancora fedele all'HV A e di cui ci si può fidare. Barbara Dietrich assegna Lenora all'operazione Dream Boat. Marianne cerca di portare di nascosto Tina e la sua famiglia oltre il confine, ma, grazie alle informazioni che Martin fornisce ad Annett, vengono catturati e Marianne viene uccisa.

## Vula
Martin dice a Brigitte che è disposto a lavorare per il BND e lei lo porta dalla signora Netz, che ora è anche un agente dei servizi segreti della Germania occidentale. Il primo test di lealtà di Martin è aiutare il BND a rapire Lenora. Tobias rivela ad Alex di essere sieropositivo. Tina viene interrogata in una prigione della Stasi. Tobias, che rappresenta la Germania occidentale, incontra Annett per discutere dello scambio di Martin con diversi prigionieri della Germania orientale; Annett accetta di scambiare Tina, ma non suo marito o le sue figlie. Il disastro nucleare di Chernobyl scuote l'intera Europa

## L'esca
Tina viene mandata nella Germania occidentale, ma è inorridita nell'apprendere che la sua famiglia è ancora nell'est. Martin viene restituito alla Germania dell'Est con le informazioni BND fornite da Brigitte. Si riunisce prima con una gelida Annett e poi con sua madre. Frank dice a Brigitte che si sta dimettendo e che possono tornare insieme in Germania. Martin segue Lenora, che viene ricattata da Frank mentre supervisiona il caricamento delle armi da contrabbandare a bordo della nave da crociera. Gary riappare, intento a inasprire la vendita di armi, ma Rose lo uccide

## Virus
La signora Netz organizza il passaggio nella Germania occidentale per Martin, Lenora e Max. La minaccia che l'operazione di contrabbando dell'HVA venga smascherata costringe Markus a riportare la nave da crociera nella Germania dell'Est. Lenora è in panchina. Brigitte dice a Frank che il loro matrimonio è finito. Martin rapisce Max per costringere Annett a raccogliere le figlie di Tina dall'orfanotrofio. Manda Lenora e le ragazze nella Germania Ovest, dove si riuniscono con Tina e Lenora viene presa dal BND. Nina assassina Frank. Annett lascia che Martin diventi parte della vita di Max.

## Produzione
Ad agosto 2017 sono iniziate le riprese a Città del Capo, in Sudafrica, con la maggior parte del cast di ritorno da Deutschland 83, cui si sono aggiunti cinque nuovi attori; le riprese si sono concluse nell'ottobre seguente.